# Яненко Микола Петрович
Микола Петрович Яненко (нар. 6 січня 1950, село Круподеринці Оржицького району Полтавської області) — український радянський діяч, машиніст тепловоза локомотивного депо імені Кірова Південної залізниці. Депутат Верховної Ради УРСР 11-го скликання.

## Біографія
Освіта середня спеціальна.
З 1969 року — помічник машиніста тепловоза Південної залізниці. Служив у Радянській армії.
З 1974 року — машиніст тепловоза локомотивного депо імені Кірова станції Основа Південної залізниці міста Харкова.
Член КПРС з 1975 року.
Потім — на пенсії в місті Харкові.

## Нагороди
- ордени
- медалі